# Stop Islamization of America
Stop Islamization of America (SIOA), également connue sous le nom d'American Freedom Defense Initiative, est une organisation politique américaine, anti-islam et pro-israélienne. Elle est connue principalement pour ses campagnes de publicité controversées et islamophobes. Cette organisation revendique ouvertement être islamophobe.
Le groupe est qualifié d'extrémiste et d'extrême droite, notamment Southern Poverty Law Center (SPLC) qui le classe parmi les groupes de haine islamophobes.
La SIOA est fondée en 2010 par ses dirigeants actuels, Pamela Geller et Robert Spencer, à la demande d'Anders Gravers, dirigeant de Stop Islamization of Europe (en) (SIOE), dont elle est le pendant américain.